# Рупрехт Баварский
Рупрехт Мария Луитпольд Фердинанд Виттельсбах (нем. Rupprecht Maria Luitpold Ferdinand von Wittelsbach; 18 мая 1869, Мюнхен — 2 августа 1955, замок Лейтштеттен) — кронпринц Баварии, баварский генерал-фельдмаршал (23 июля 1915 года), прусский генерал-фельдмаршал (1 августа 1916 года).

## Биография
Старший сын баварского короля Людвига III и Марии Терезии Австрийской-Эсте.
В 1891 году вступил на действительную военную службу обер-лейтенантом 1-го кавалерийского полка; в том же году — командир роты, а с 1895 года — батальона баварского лейб-гвардейского пехотного полка. С 1899 года командир 2-го баварского Кронпринца пехотного полка, с 1900 года — 7-й пехотной бригады, с 1904 года − 1-й баварской дивизии, с 1906 года — 1-го баварского армейского корпуса.
В марте 1913 года сменил своего дядю принца Леопольда на посту генерал-инспектора 4-й армейской инспекции (Бавария).
С началом войны, 2 августа 1914 года, был назначен командующим 6-й армией (I, II, III баварские, XXI армейский, I баварский резервный корпус, 13-я и 14-я баварские ландверные бригады; всего около 200 тысяч человек и 746 орудий), развертывавшейся в районе Курсель — Шато — Сален — Сааргемюнде — Саарбург.
Кроме того, Рупрехту были подчинены 8-я, 10-я и гвардейские эрзац-дивизии. В полосе армии действовал III кавалерийский корпус (7-я и 8-я баварские кавалерийские дивизии; всего 12,5 тысяч человек и 36 орудий). 4 — 8 сентября провел в целом успешное наступление против 2-й французской армии в районе Нанси, но 9 сентября получил приказ об отводе войск и подготовке для переброски на север.
15 сентября была начата переброска большей части армии в район Мобежа, она получила задачу наступать севернее Соммы. Успешно руководил армией во Фландрии. Однако с 20 ноября началась переброска части сил его армии на Восток, где она была выведена из сражения. Во время наступления союзников в Шампани, в марте 1915 году против VII армейского корпуса армии Рупрехта была проведена частная наступательная операция в районе Нев-Шапель силами 1-й английской армии. Несмотря на то, что в первый же день (7 марта) английские войска взяли деревню Нев-Шапель, операция провалилась и союзники, понеся большие потери (около 13 тысяч человек), отступили. Разработанная в 1915 году операция в Артуа предполагала удар по армии Рупрехта (13 пехотных дивизий и 810 орудий, в том числе 150 тяжелых) силами 10-й французской и 1-й английской армий (30 пехотных, 8 кавалерийских дивизий, 1727 орудий, в том числе 431 тяжелое).
Начавшееся 9 мая наступление 10-й французской армии развивалось успешно, но после получения необходимых резервов Рупрехту к 15 мая удалось стабилизировать ситуацию; операция английской армии в районе Нев-Шапель провалилась. Всего в ходе операции (май — июнь 1915 года) французские войска заняли территорию в 7 км по фронту и 3-4 км в глубину, а английские войска − 6 км по фронту и 0,9 км в глубину; потери сторон составили: союзники 132 тысяч человек, германские войска 73 тысячи человек. 22 августа 1915 года Рупрехт был награждён орденом Pour le Mérite.
Во время осеннего наступления союзников в Шампани и Артуа (сентябрь — октябрь 1915 года) на армию Рупрехта вновь наносили удар 1-я английская и 10-я французская армии, 30 дивизий и 2350 орудий против 13,5 дивизий и 1260 орудий у Рупрехта. 25 сентября союзники перешли в атаку (после 7-дневной артиллерийской подготовки), но Рупрехт, подготовившийся к атаке, оказал ожесточенное сопротивление, сдав к концу дня 1-2 линии окопов. Получив из резерва командования гвардейский корпус, Рупрехт с помощью контратак остановил наступление союзников, заставив их 13 — 14 октября прекратить операцию.
В ходе операции на Сомме 28 августа 1916 года назначен главнокомандующим группы армий «Кронпринц Рупрехт» (1-я, 2-я и 6-я армии) на правом крыле германского фронта на Западе. Руководил завершающей фазой сражения. 20 августа 1916 года получил дубовые ветви к ордену Pour le Mérite.
К началу 1917 года группа армий включала в себя 4-ю (генерал Ф. Сикст фон Арним), 6-ю (генерал Э. фон Фалькенхаузен) и 2-ю (генерал Г. фон Марвиц) армии и занимала фронт от моря до Суассона. Руководил операциями во Фландрии (1917 год).
К началу 1918 года состав группы армий пополнился 17-й армией и она заняла фронт от побережья до Сен-Кантена. При проведении германского наступления в Пикардии (21 марта — 5 апреля) на 17-ю (генерал О. фон Белов) и 2-ю (генерал Марвиц) армии возлагалось нанесение главного удара. Затем возглавил отход группировки германских войск с 11 по 21 ноября.
В 1918 году был назначен главнокомандующим группой армий «А».
В 1918 году династия Виттельсбахов была свергнута с баварского престола, и отец Рупрехта — Людвиг III — был вынужден подписать отречение. После смерти отца Рупрехт возглавил королевский дом Виттельсбахов.
Считался хорошим знатоком военной теории. Автор трудов по военному искусству и мемуаров, в том числе «Мои военные дневники» (тт. 1-2,1929). Во время «Пивного путча» нацистов, Рупрехт, не любивший Э. Людендорфа, выступил с кратким заявлением, призвав к немедленному подавлению выступления.
Нацисты этого Рупрехту не простили. После начала Второй мировой войны он перебрался в Италию, где в 1944 году был вынужден скрываться от гестапо во Флоренции. Его жена и дочери были арестованы.

## Семья
В 1900 году в Мюнхене Рупрехт женился на Марии Габриелле Баварской (1878—1912), дочери Карла Теодора Баварского. Дети:
- Луитпольд (8 мая 1901 — 27 августа 1914), умер от полиомиелита;
- Ирмингард Мария (21 сентября 1902 — 21 апреля 1903), умерла от дифтерии;
- Альбрехт (3 мая 1905 — 8 июля 1996);
- дочь (1906);
- Рудольф (30 мая 1909 — 26 июня 1912), умер от диабета.

В 1921 году в Ленгрисе Рупрехт женился на Антуанетте Люксембургской (1899—1954), дочери Вильгельма IV. Дети:
- Генрих Франц (28 марта 1922 — 14 февраля 1958), женат на 1951 года на Анне Марии (1927—1999), дочери Жана барона де Лустрака, брак бездетный
- Ирмингарда Баварская (29 мая 1923 — 23 октября 2010), замужем с 1950 года за принцем Людвигом Баварским (1913—2008), трое детей
- Эдита Мария (16 сентября 1924 — 4 мая 2013), 1-й муж с 1946 года Томмазио Бренетти (1912—1954), трое детей, 2-й муж с 1959 года Густав Шимерт (1910—1990), трое детей
- Хильда (24 марта 1926 — 5 мая 2002), муж с 1949 года Жуан Эдгар Локкет де Лоайза (1912—1987), четверо детей
- Габриела (10 мая 1927 — 19 апреля 2019), муж с 1953 года принц Карл фон Круа (1914—2011), трое детей
- София (р. 20 июня 1935), муж с 1955 года Иоганн Энгельберт фон Аренберг[нидерл.] (1921—2011), пятеро детей